# Dywizje zmotoryzowane (ZSRR)
Dywizje zmotoryzowane – związki taktyczne Armii Czerwonej formowane na podstawie decyzji Komitetu Obrony od 22 maja 1940.

## Skład etatowy
Skład etatowy dywizji zmotoryzowanej był następujący:
- dowództwo dywizji,
- dwa pułki zmotoryzowane, każdy w składzie: dowództwo pułku, 3 zmotoryzowane bataliony (w każdym 3 kompanie strzeleckie i kompania moździerzy);
- kompania dowództwa,
- kompania zwiadu,
- bateria armat (4 armaty 76 mm),
- pułk czołgów (w składzie 4 batalionów czołgów i pododdziałów zabezpieczenia),
- pułk artylerii haubic, w składzie: 2 dywizjony artylerii (2 baterie po 4 działa: bateria haubic 122mm i bateria armat 76mm),
- dywizjon artyleryjski haubic 152mm (3 baterii po 4 haubice),
- pododdziały zabezpieczenia.
- batalion rozpoznawczy w składzie kompania czołgów, kompania samochodów pancernych, kompania motocyklowa.
- dywizjon artylerii przeciwpancernej,
- dywizjon artylerii przeciwlotniczej (8 armat 37 mm),
- batalion saperów,
- samodzielny batalion łączności,
- batalion transportowo-remontowy,
- batalion medyczny,
- inne pododdziały logistyczne.

Etatowo dywizja powinna posiadać: 
- 11 534 ludzi,
- 258 czołgów BT-7
- 17 T-37/T-38/T-40,
- 51 samochodów pancernych,
- 12 haubic 152 mm,
- 16 haubic 122 mm,
- 16 armat 76 mm,
- 30 armat przeciwpancernych 45 mm,
- 8 armat przeciwlotniczych 37 mm,
- 12 przeciwlotniczych karabinów maszynowych DSzK,
- 12 moździerzy 82 mm,
- 60 moździerzy 50 mm,
- 80 ciężkich karabinów maszynowych,
- 367 ręcznych karabinów maszynowych,
- 1 587 samochodów,
- 128 ciągników (Woroszyłowiec, T-20 Komsomolec),
- 159 motocykli[1].